# ورین هوراتاغ
ورین هوراتاغ (به ارمنی: Վերին Հոռաթաղ) یک منطقهٔ مسکونی در جمهوری آرتساخ است که در استان مارتاکرت واقع شده‌است. ورین هوراتاغ ۴۳۴ جمعیت دارد.